# Католицька церква в Гвінеї
Като́лицька це́рква у Гвіне́ї — друга християнська конфесія Гвінеї. Складова всесвітньої Католицької церкви, яку очолює на Землі римський папа. Керується конференцією єпископів. Станом на 2004 рік у країні нараховувалося близько 171 000 католиків (2,57% від усього населення). Існувало 3 діоцезій, які об'єднували 56 церковних парафій.  Кількість  священиків — 99 (з них представники секулярного духовенства — 80, члени чернечих організацій — 19), постійних дияконів — 0, монахів — 36, монахинь — 100.